# Holztrompete

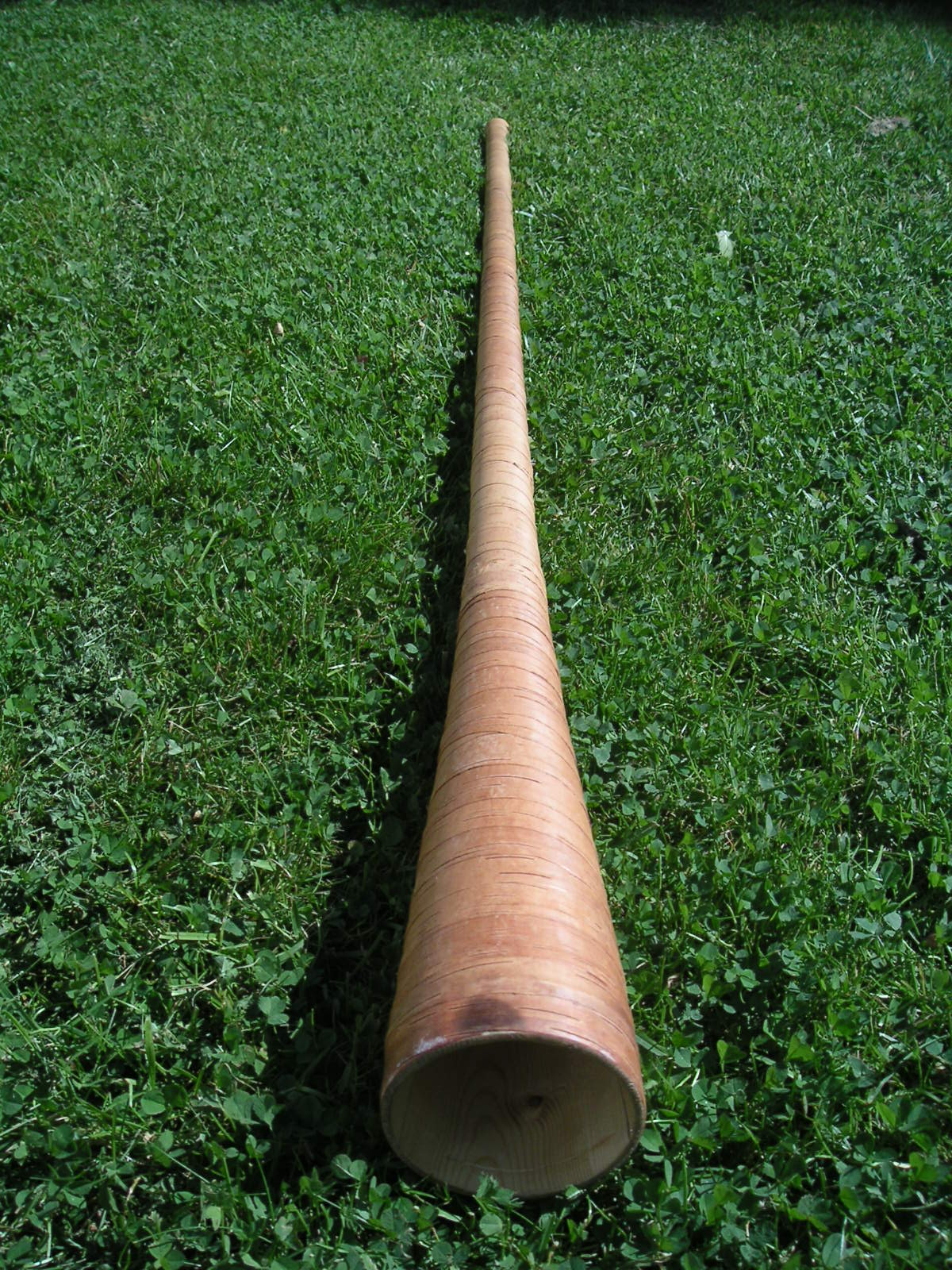
Rindentrompete in der Form einer geraden Holztrompete: norwegische nverlur

Holztrompete bezeichnet allgemein Naturtrompeten, deren konische oder zylindrische Blasröhre aus Holz besteht und die von einem halben Meter bis fünf Meter lang sein können. Die bekannteste Holztrompete ist das Schweizer Alphorn. In ihrer Bauart und traditionellen Funktion als Signal- und Warninstrument der Hirten und teilweise für rituelle Anlässe sind neben vielen anderen mit dem Alphorn verwandt: der Schweizer Büchel, das in Teilen von Norddeutschland und den Niederlanden vorkommende Middewinterhorn, die bucium in Rumänien, die trembita in der Ukraine, die fakürt in Ungarn, die lur in Schweden und die bazuna in Polen. Während früher aus einem Ast gefertigte Trompeten mit Rinde umwickelt wurden, bestehen reine Rindentrompeten nur aus aufgewickelten Rindenstreifen.

## Verbreitung
Zur Herstellung von Holztrompeten wird üblicherweise ein Ast längs in zwei Hälften gespalten. Früher wurden die beiden ausgehöhlten und wieder zusammengeleimten Hälften meist mit Birkenrinde umwickelt. Verwandte Signalinstrumente in der Tradition der Hirten sind konische Rindentrompeten, die mit einem kleinen Durchmesser beginnend aus hälftig sich überlappenden Rindenstreifen aufgewickelt werden. Rindentrompeten sind in Norwegen die neverlur, bei den Walachen in Serbien die rikalo und in Sibirien und Nordostchina die „Saugtrompete“ byrgy. Funktionell entsprechend werden Schneckenhörner geblasen. Die musikalischen Möglichkeiten dieser Naturtrompeten hatten einen Einfluss auf die tonalen Rufe und Jodler in den Bergen, so ahmt etwa der rumänische hăulit (Jodler, Jauchzer) die Melodien der Holztrompeten stimmlich nach.
Eine Gattung von Hirtenliedern, mit denen in den Schweizer Alpen früher die Kühe zum Melken angelockt wurden, sind die Kuhreihen. Im badenwürttembergischen Villingen am Rand des Schwarzwaldes wird nach einem jahrhundertealten Brauch jedes Jahr am 24. Dezember der Kuhreihen auf der Holztrompete Herterhorn geblasen, zum Dank dafür, dass in der Mitte des 18. Jahrhunderts die Stadt eine Viehseuche überstand. In der zweiten Hälfte des 20. Jahrhunderts wurde das Herterhorn durch eine metallene Trompete ersetzt. Mittlerweile wird wieder ein hölzernes Herterhorn verwendet.

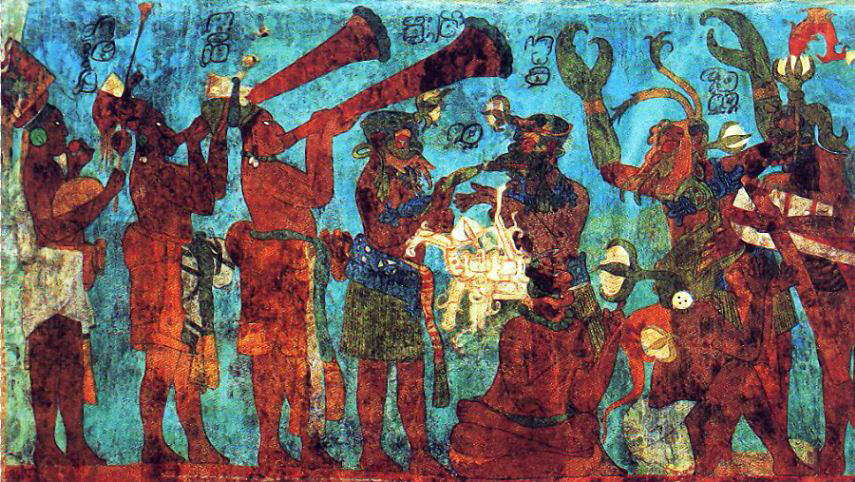
Prozession von zwölf Maya-Musikern, darunter zwei mit Holztrompeten. Den Abschluss der Gruppe bildet (links) ein Musiker mit einer Gefäßflöte. In der rechten Bildhälfte maskierte Tänzer, die Gottheiten verkörpern. Angeführt werden sie von fünf Männern mit Gefäßrasseln (rechts außerhalb des Bildes). Wandmalerei in Bonampak, um 775 n. Chr.

Wegen der Viehwirtschaft wurden im 19. Jahrhundert Holztrompeten auch in einigen Dörfern im Schwarzwald geblasen. An Weihnachten wurden dort Holztrompeten an Weihnachten im Wechsel mit der Orgel gespielt, wie aus mehreren Belegen aus der ersten Hälfte des 17. Jahrhunderts hervorgeht. Holztrompeten gehörten auch seit mindestens dem 17. Jahrhundert zur Tradition der Wallfahrtskirche in Engelswies.
In der Maya-Zivilisation im präkolumbischen Mesoamerika wurden um die Mitte des 1. Jahrtausends bei religiösen Zeremonien kurze Trompeten aus Ton und lange konische Holztrompeten verwendet. Tontrompeten wurden bei archäologischen Ausgrabungen gefunden, der Einsatz von Holztrompeten ist von Wandmalereien in der Kultstätte Bonampak um 775 n. Chr. und von einer mehrfarbig bemalten Zeremonialvase aus dem 6./7. Jahrhundert bekannt, die in der Ausgrabungsstätte Chamá in Guatemala gefunden wurde. Verzierungen auf den Trompeten könnten darauf hindeuten, dass die konischen Holzröhren mit Bast- oder Rindenstreifen umwickelt waren. Lange schlanke Holztrompeten mit Schallbechern aus Kalebassen spielten die Maya bis zur spanischen Eroberung im 16. Jahrhundert.
Das indigene Volk der De’áruwa (Piaroa) in Venezuela verwendet Holztrompeten aus einem zylindrischen Holzrohr und daran angesetzten zusammengerollten Rindenstreifen. Die Trompeten sind typischerweise 1,5 Meter lang und können manchmal 2 bis 3 Meter Länge erreichen. Sie werden unter Wasser aufbewahrt. Ein Ensemble besteht aus Holztrompeten, zwei stets paarweise geblasenen, langen Kerbflöten aus Holz ohne Grifflöcher und zwei Querflöten mit Grifflöchern. Von den zur Arawak-Sprachfamilie gehörenden Mojo in der bolivianischen Provinz Mamoré wurde bei einer Expedition 1927–1929 eine Holztrompete gesammelt, die aus einem 73 Zentimeter langen Bambusrohr mit einem Durchmesser von 11 Zentimetern gefertigt ist. Das untere Ende wird durch einen einfachen Trichter verlängert. Im oberen, durch Wachs verschlossenen Ende steckt ein 9,5 Zentimeter langes und 2,4 Zentimeter starkes Anblasrohr. Mit dieser Trompete ließen sich mehrere Töne erzeugen.
Im subsaharanischen Afrika kommen selten längs geblasene Holztrompeten vor, die häufig mit einem aufgesetzten Schallbecher aus einer Kalebasse ausgestattet sind. Hierzu gehört die 140 Zentimeter lange asukusuk der Iteso in Uganda. An die zylindrische Röhre aus ausgehöhlten und wieder verbundenen Hälften wird eine ovale Kalebasse gebunden. Drei oder mehr männliche Musiker blasen asukusuk zur Tanzbegleitung. Bekannter sind in Ostafrika quer geblasene Trompeten aus einer Bambusröhre oder aus Bambus mit aufgesetzter Kalebasse. Fünf bis acht von solchen unterschiedlich gestimmten Quertrompeten, von denen jeder nur einen Ton oder zwei Töne produziert, bilden in Ruanda das amakondera-Ensemble, das ähnlich auch in Uganda Tänze begleitet.

## Besondere Formen
Das ausgestorbene sächsische Pechhorn wurde aus Brettern rechteckig zusammengefügt.
Eine andere Blastechnik wird beim australischen Didgeridoo angewandt. In Sibirien kamen regional den Holztrompeten baugleiche sucked trumpets vor, die eine eigene Instrumentenkategorie bilden, weil die Töne durch Ansaugen von Luft produziert werden.
Eine besondere Holztrompete entwickelte Johann Adam Heckel eigens für Richard Wagners Fröhliche Hirtenweise im 3. Akt von Tristan und Isolde. Bis 1897 wurde dieses Instrument genutzt. Wagners Holztrompete wird mit einem Trompetenmundstück gespielt und besteht aus einer geraden, zylindrischen oder konischen Holzröhre mit dem Schallstück des Englischhorns und einem Ventil. Hierdurch konnten zusätzlich zur Skala vom 2. bis zum 6. Oberton der C-Stimmung auch ein D und ein F erzeugt werden. Laut Wagner sollte ein kraftvoller natürlicher Klang erzeugt werden, für den ein hölzernes Instrument als Ersatz für das Englischhorn von Vorteil sei. Heute wird die Holztrompete häufig durch Heckel-Clarina oder Tárogató ersetzt.

## Literatur

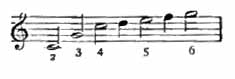
Tonumfang von Wagners Holztrompete